# ویخنوو
ویخنوو (به چکی: Věchnov) یک منطقهٔ مسکونی در جمهوری چک است که در شهرستان ژدار ناد سازاوو واقع شده‌است.
 ویخنوو ۶٫۸۱ کیلومتر مربع مساحت و ۳۳۵ نفر جمعیت دارد و ۵۷۶ متر بالاتر از سطح دریا واقع شده‌است.